# Sablons, Gironde
Sablons är en kommun i departementet Gironde i regionen Nouvelle-Aquitaine i sydvästra Frankrike. Kommunen ligger i kantonen Guîtres som tillhör arrondissementet Libourne. År 2022 hade Sablons 1 315 invånare.

## Befolkningsutveckling
Antalet invånare i kommunen Sablons
Referens:INSEE